# Amaro alle erbe alpine delle montagne di Cesana
L'Amaro alle erbe alpine delle montagne di Cesana è un amaro ottenuto tramite infusione in alcol etilico di erbe officinali spontanee.

## Storia
La documentazione ne attesta la produzione nelle valli Susa già agli inizi del XX secolo. In particolare sulle montagne di Cesana Torinese era tradizione raccogliere erbe officinali spontanee e successivamente, a livello familiare, farne infusi alcolici.

## Caratteristiche del prodotto
È un liquore dal colore scuro, ambrato, con un indice alcolico pari a 33°.

## Zona di produzione
Le erbe officinali vengono ancora raccolte sulle montagne di Cesana e successivamente lavorate in un liquorificio piemontese. L'amaro ottenuto può essere gustato nei ristoranti di qualità della zona.

## Materiali e attrezzature
Oltre all'alcool etilico, acqua e zucchero si usano erbe officinali (quali l'Achillea millefoglie, l'angelica, l'assenzio, la maggiorana, il timo) e spezie (chiodi di garofano).
Si fanno macerare gli ingredienti e dopo ripetute filtrature, il liquido viene distillato fino alla gradazione alcolica di 35°.
Per le varie operazioni si impiegano normalmente recipienti di acciaio inox.